# Partizanski zločin v Mostcu
Partizanski zločin v Mostcu je bil pokol, ki so ga po koncu druge svetovne vojne v Mostcu pri Dobovi izvedli jugoslovanski partizani.
Maja in oktobra 1945 so partizani v Mostec pripeljali okrog več tisoč ujetnikov iz Teharij, med katerimi so bili slovenski in hrvaški civilisti ter vojni ujetniki. Številne ujetnike so na to morišče pripeljali iz Hude Jame, kjer so bili od tam zaradi že polnega rova žrtev, preusmerjeni na to lokacijo. Ko so prispeli so bili ujetniki, zavezani z žicami okrog rok, pripeljani pred 2 metra globok strelski jarek, kjer so jih partizani pobili z streljanjem v glavo in hrbet. V več primerih so žrtve v jarek zmetali še žive in jih nato v jarku ustrelili. Jarek, poln z trupli žrtev, so nato komunisti zakopali in ga prekrili, razprava o poboju pa je bila prepovedana.
Anton Cizel, nekdanji slovenski partizan, ki je bil priča poboju ujetnikov v Mostcu, je septembra 2021 v oddaji Pričevalci, pričal o dogajanju v pokolu:
Ko smo ujetnike naložili na tovornjak, nihče od njih ni vedel, da grejo v grob. Šele, ko smo prispeli in so videli ljudi z lopatami, pa so vedeli. In takrat se je začel jok. Tam je bil jarek, kjer so jih postrelili. Nihče jih ni nič vprašal, samo pobili so jih, šus. 
Množično grobišče v Mostovcu je prvo množično grobišče o katerem so po osamosvojitvi Slovenije začeli prvo raziskovati in razpravljati. Slovenska policija je prve raziskave grobišča opravila leta 1995 in nato ponovno leta 2000. Prva izkopavanja so se začela leta 2010, leta 2020 pa so bila izvedena obsežnejša izkopavanja. Pri tem je komisija za prikrita grobišča v Sloveniji izkopala trupla 139 žrtev, ter ugotovila, da so žrtve glede na skupine, nekatere oblečene, obute, gole, nekatere pa še vedno zavezane z žicami okrog okostja roke. Ugotovljeno je bilo, da je med žrtvami tudi veliko žensk in otrok, tako slovenskega kot hrvaškega porekla. V izkopanem jarku so bili najdeni tudi ostanki orožja kalibrov 9 × 19 mm, 7,92 × 33 mm in 7,92 × 57 mm.Posmrtne ostanke izkopanih žrtev so bili premeščeni v Maribor, kjer so bili pokopani v skupni grobnici, ostala izkopavanja žrtev pa se do danes nadaljujejo. 